# (39892) 1998 FQ5
1998 أف كيو 5 (ويعرف أيضًا باسم (39892) 1998 أف كيو 5 وفق تسمية الكوكب الصغير) (بالإنجليزية: 1998 FQ5)‏ هو كويكب ضمن حزام الكويكبات؛ وترتيبه 39892 من حيث الاكتشاف.
اكتُشف هذا الجُرم الفلكي بواسطة Adrián Galád ‏ في 23 مارس 1998.

## وصلات خارجية
- (39892) 1998 FQ5 في قاعدة بيانات مختبر الدفع النفاث لأجرام النظام الشمسي الصغيرة

- الاكتشاف · مخطط المدار ·  العناصر المدارية · المعلمات المادية

- (39892) 1998 FQ5 على موقع ويكي سكاي: DSS2, SDSS, GALEX, IRAS, Hydrogen α, X-Ray, Astrophoto, Sky Map, Articles and images